# 二羰基三(三苯基膦)钌(0)
二羰基三(三苯基膦)钌(0)（又称罗珀配合物）是钌的一种金屬羰基配合物，其中两个羰基配体和三个三苯基膦配体与钌(0)中心原子络合。
它在溶液中能容易离解其中一个膦配体，因而生成活泼的16电子配合物，能与各种基质（比如炔、烯、氢和氧）结合或通过氧化反应加成。此化合物具有双三角锥形分子构型，在溶液中会成为两种迅速互相转变的同分异构体。此配合物固体在空气中稳定，但溶液能在空气中氧化，生成Ru(CO)2(PPh3)2(η2-O2)。

## 制备
此化合物由镁在过量膦中还原相应的二氯钌(II)配合物而生成。16电子中间体可以分离。
Ru(CO)2Cl2(PPh3)2 + Mg + PPh3 → Ru(CO)2(PPh3)3 + MgCl2
它也可以通过在过量膦中还原羰基氯化钌(II)而制备。一锅合成法的总反应为：
Ru(CO)3Cl2(thf) + 3 PPh3  +  4 [NEt4]OH  →  Ru(CO)2(PPh3)2  +  [NEt4]2[CO3] + 2 [NEt4]Cl  +  2H2O  +  thf
第一个步骤是对CO配体的氢氧化物阴离子作亲核攻击，生成甲酸根离子，形成金属羧酸盐：
Ru(CO)3Cl2(thf) + [NEt4]OH  →  [NEt4][Ru(CO)2(COOH)Cl2(thf)]
其次，用膦替代四氢呋喃溶剂：
[NEt4][Ru(CO)2(COOH)Cl2(thf)]  +  PPh3  →  [NEt4][Ru(CO)2(COOH)Cl2(PPh3)]  +  thf
然后，再次用氢氧化物将甲酸根配体去质子化：
[NEt4][Ru(CO)2(COOH)Cl2(PPh3)]  +  [NEt4]OH    →  [NEt4]2[Ru(CO)2(COO)Cl2(PPh3)]  +  H2O
经过这三个步骤，一氧化碳被氧化成二氧化碳，同时Ru(II)被还原成Ru(0)。最后，将剩余两个氯配体替换成膦配体，再去除二氧化碳：
[NEt4]2[Ru(CO)(COO)Cl2(PPh3)] +  2 PPh3  →  Ru(CO)2(PPh3)3  + CO2  +  2 [NEt4]Cl
所生成的二氧化碳保存于[NEt4]2[CO3]。

## 历史
1972年，d8金属配合物的氧化加成反应首次得到系统性研究时，沃伦·罗珀和同事第一次提及此配合物。此配合物零价且只含有两个CO配体，所以亲和性十分高。它的反应很多都与羰基二(三苯基膦)氯化铱类似。